# Xymmer muticus
Xymmer muticus (лат.) — вид мелких тропических муравьёв рода Xymmer из подсемейства Amblyoponinae.

## Распространение
Тропические районы Западной Африки (Камерун, ЦАР, Гана, Берег Слоновой Кости, Нигерия).

## Описание
Мелкие муравьи (3,5 мм) красновато-коричневого цвета, обитатели наземного подстилочного яруса тропических лесов и саван.

## Систематика
Вид был впервые описан в 1914 году под первоначальным названием Stigmatomma (Xymmer) muticum Santschi, 1914. Xymmer был установлен Феликсом Санчи (Santschi, 1914) как монотипический подрод в составе рода Stigmatomma. В 1922 году его статус был повышен до самостоятельного рода (Wheeler 1922). В 1934 году (Clark 1934) статус Xymmer был снова понижен до подрода в составе рода Amblyopone, однако не было сделано уточнение диагностических признаков и обоснования. Позднее Браун (Brown 1949, 1960) рассматривал отличительные признаки Xymmer (уже как младшего синонима в составе подрода Stigmatomma) впервые после оригинального описания Santschi. Браун в то время рассматривал Stigmatomma в качестве младших синонимом родового имени Amblyopone. Таксон Xymmer был восстановлен из синонимии с Amblyopone в качестве отдельного рода в работе Yoshimura & Fisher (2012). В 2016 году был описан второй вид рода Xymmer phungi Satria, Sasaki, Bui, Oguri, Syoji, Fisher, Yamane & Eguchi, 2016 (Вьетнам), а в 2025 — третий вид Xymmer paniscus  Hamer, Gómez & Jocque, 2025 (ДРК, Африка).